# Johannes XIX
Johannes XIX, född Romanus i Rom, död 20 oktober 1032, var påve från den 19 april 1024 till sin död åtta år senare, den 20 oktober 1032.
Nästkommande påve vid namn Johannes är Johannes XXI; någon Johannes XX har aldrig funnits.

## Biografi
Romanus var släkt med hertigarna av Tusculum, vilka tagit makten i Rom efter att den siste patriciern av huset Crescentius dött, och han var bror till påve Benedictus VIII. Romanus var Roms världsliga härskare, som senator och konsul, och följaktligen en lekman när han någon gång mellan den 12 april och 10 maj 1024 valdes att efterträda sin döde bror som påve. Han fick därför både prästvigas och biskopsvigas innan han kunde krönas till påve, vilket han gjorde med namnet Johannes XIX, och försökte på detta sätt vinna romarna till sin sida. Dessförinnan hade han varit kardinaldiakon.
Strax efter Johannes upphöjelse sände kejsaren av bysantinska riket, Basileios II, ambassadörer till Rom för att övertala påven att godkänna titeln "ekumenisk patriark" som patriarken av bysantinska riket antagit, och vilket skulle ha inneburit att påven skulle ha erkänt den andre kyrkoledaren som överhuvud för alla östliga kyrkor. Påven mottog flera dyrbara gåvor av kejsaren, och så länge som underhandlingarna var hemliga verkade han inte ovillig att hörsamma kejsarens önskan. Så snart affären kom till allmän kännedom, uppstod emellertid motstånd mot förslaget, i synnerhet från dem som förespråkade ecklesiastikala reformer i Italien och Frankrike. Påven avslog därför de bysantinska förslagen och gåvorna, varmed patriark Eustathius av Konstantinopel såg till att påvens namn ströks från diptykerna i hans kyrka.
Johannes bjöd in den uppburne musikern Guido av Arezzo till Rom för att lära sig det notsystem som Guido uppfunnit.
I Tyskland valdes Konrad saliern till kung efter Henrik II:s död, och bjöds till Rom av påven och av ärkebiskop Heribert av Milano. År 1026 passerade den nye kungen Alperna, mottog Lombardiets järnkrona, och fortsatte till Rom, där han den 26 mars 1027 kröntes till kejsare av Heliga romerska riket av tysk nation. Två andra kungar, Rudolf av Burgund och Knut den store, medföljde Konrad på resan.
Den 6 april 1027 hölls en stor synod i Laterankyrkan, där tvisten mellan patriarken av Aquileia och patriarken av Grado avgjordes, med kejsarens inblandning till den förres fördel. Poppo av Aquileia skulle ensam vara patriark, med biskopen av Grado under sin jurisdiktion. Patriarken av Aquileia skulle vidare få företräde framför alla biskopar i Italien. Två år senare, 1029, upphävde Johannes detta beslut vid en ny synod, då patriarken av Grado återfick sina privilegier.
Kung Knut av Danmark och England fick ett löfte av påven att hans danska och engelska underlydande inte skulle bli förhindrade av förpliktelser om de företog sig resor till Rom, och att ärkebiskopen i hans kungadöme inte skulle beskattas så hårt när han mottog palliet. Johannes gav särskilda privilegier till biskopen av Silva Candida, nära Rom, som fick fira mässa i Peterskyrkan vissa dagar. En tvist mellan ärkebiskoparna av Ravenna och Milano om företräde löstes av påven till den senares fördel. Han tog klostret i Cluny under sitt beskydd och förnyade dess privilegier, trots protester från biskop Goslin av Macon; på samma gång tillrättavisade han abboten Odilo av Cluny för att han inte godkände biskopssätet i Lyon. Firandet av den helige Martialis, som uppges varit lärjunge till apostlarna och grundare av kyrkan i Limoges, upphöjdes av påven till ett firande av en apostel. Beträffande vissa franska biskopar, vidhöll Johannes Heliga stolens rättigheter. Han verkar ha varit den förste påve att ge avlat i utbyte mot allmosor.
Johannes XIX avled mot slutet av år 1032, troligen den 6 november. Han efterträddes som påve av brorsonen Benedictus IX.